# Којоакан
Којоакан (шп. Coyoacán) је градска општина града Мексика у Мексику. Општина се налази на надморској висини од 2256 м.

## Становништво
Према подацима из 2010. у општини је живело 620416 становника.

### Хронологија
| Година       | 2000                     | 2005                     | 2010                     |
| ------------ | ------------------------ | ------------------------ | ------------------------ |
| Становништво | 640423 (300429 / 339994) | 628063 (295802 / 332261) | 620416 (292491 / 327925) |

### Попис
| \| \| м \| \| \| ж \| \| 0—2 \| 10.166 \| \| \| 9.600 \| \| 3—5 \| 11.489 \| \| \| 11.148 \| \| 6—11 \| 24.040 \| \| \| 22.991 \| \| 12—14 \| 12.376 \| \| \| 12.081 \| \| 15—17 \| 13.431 \| \| \| 13.234 \| \| 18—24 \| 34.255 \| \| \| 35.128 \| \| 60+ \| 37.144 \| \| \| 50.125 \| \| Просек : \| 33,7 \| \| \| 35,5 \| |        |  |  |        |
| |        |  |  |        |
| | м      |  |  | ж      |
| 0—2 | 10.166 |  |  | 9.600  |
| 3—5 | 11.489 |  |  | 11.148 |
| 6—11 | 24.040 |  |  | 22.991 |
| 12—14 | 12.376 |  |  | 12.081 |
| 15—17 | 13.431 |  |  | 13.234 |
| 18—24 | 34.255 |  |  | 35.128 |
| 60+ | 37.144 |  |  | 50.125 |
| Просек : | 33,7   |  |  | 35,5   |

| #   | Индикатор                                                                                        | Вредност |
| --- | ------------------------------------------------------------------------------------------------ | -------- |
| 1   | Становништво од 0 до 2 године                                                                    | 19766    |
| 2   | Мушко становништво од 0 до 2 године                                                              | 10166    |
| 3   | Женско становништво од 0 до 2 године                                                             | 9600     |
| 4   | Становништво са 3 и више година                                                                  | 577916   |
| 5   | Мушко становништво са 3 и више година                                                            | 271018   |
| 6   | Женско становништво са 3 и више година                                                           | 306898   |
| 7   | Становништво са 5 и више година                                                                  | 562969   |
| 8   | Мушко становништво са 5 и више година                                                            | 263404   |
| 9   | Женско становништво са 5 и више година                                                           | 299565   |
| 10  | Становништво са 12 и више година                                                                 | 508248   |
| 11  | Мушко становништво са 12 и више година                                                           | 235489   |
| 12  | Женско становништво са 12 и више година                                                          | 272759   |
| 13  | Становништво са 15 и више година                                                                 | 483791   |
| 14  | Мушко становништво са 15 и више година                                                           | 223113   |
| 15  | Женско становништво са 15 и више година                                                          | 260678   |
| 16  | Становништво са 18 и више година                                                                 | 457126   |
| 17  | Мушко становништво са 18 и више година                                                           | 209682   |
| 18  | Женско становништво са 18 и више година                                                          | 247444   |
| 19  | Становништво од 3 до 5 година                                                                    | 22637    |
| 20  | Мушко становништво од 3 до 5 година                                                              | 11489    |
| 21  | Женско становништво од 3 до 5 година                                                             | 11148    |
| 22  | Становништво од 6 до 11 година                                                                   | 47031    |
| 23  | Мушко становништво од 6 до 11 година                                                             | 24040    |
| 24  | Женско становништво од 6 до 11 година                                                            | 22991    |
| 25  | Становништво од 8 до 14 година                                                                   | 56193    |
| 26  | Мушко становништво од 8 до 14 година                                                             | 28584    |
| 27  | Женско становништво од 8 до 14 година                                                            | 27609    |
| 28  | Становништво од 12 до 14 година                                                                  | 24457    |
| 29  | Мушко становништво од 12 до 14 година                                                            | 12376    |
| 30  | Женско становништво од 12 до 14 година                                                           | 12081    |
| 31  | Становништво од 15 до 17 година                                                                  | 26665    |
| 32  | Мушко становништво од 15 до 17 година                                                            | 13431    |
| 33  | Женско становништво од 15 до 17 година                                                           | 13234    |
| 34  | Становништво од 18 до 24 године                                                                  | 69383    |
| 35  | Мушко становништво од 18 до 24 године                                                            | 34255    |
| 36  | Женско становништво од 18 до 24 године                                                           | 35128    |
| 37  | Женско становништво од 15 до 49 година                                                           | 170238   |
| 38  | Становништво са 60 и више година                                                                 | 87269    |
| 39  | Мушко становништво са 60 и више година                                                           | 37144    |
| 40  | Женско становништво са 60 и више година                                                          | 50125    |
| 41  | Однос између мушкараца и жена                                                                    | 89.19    |
| 42  | Становништво од нуле до 14 година                                                                | 113891   |
| 43  | Становништво од 15 до 64 године                                                                  | 424735   |
| 44  | Становништво од 65 година и више                                                                 | 59056    |
| 45  | Просечан број деце                                                                               | 1.75     |
| 46  | Становништво рођено у ентитету                                                                   | 473925   |
| 47  | Мушко становништво рођено у ентитету                                                             | 228153   |
| 48  | Женско становништво рођено у ентитету                                                            | 245772   |
| 49  | Становништво рођено у другом ентитету                                                            | 115701   |
| 50  | Мушко становништво рођено у другом ентитету                                                      | 49144    |
| 51  | Женско становништво рођено у другом ентитету                                                     | 66557    |
| 52  | Становништво од 5 година и више резидентно у ентитету у јуну 2005. године                        | 540111   |
| 53  | Мушко становништво старосног доба од 5 година и више, резидентно у ентитету у јуну 2005. године  | 252426   |
| 54  | Женско становништво старосног доба од 5 и више година, резидентно у ентитету у јуну 2005. године | 287685   |
| 55  | Становништво од 5 година и више које је живело у другом ентитету у јуну 2005. године             | 16135    |
| 56  | Мушко становништво старије од 5 година које је живело у другом ентитету у јуну 2005. године      | 7537     |
| 57  | Женско становништво старије од 5 година које је живело у другом ентитету у јуну 2005. године     | 8598     |
| 58  | Становништво од 3 године и више које говори аутохтони језик                                      | 8277     |
| 59  | Мушко становништво старо 3 године и више које говори аутохтони језик                             | 3573     |
| 60  | Женско становништво старо 3 године и више које говори аутохтони језик                            | 4704     |
| 61  | Становништво од 3 године и више које говори аутохтони језик и не говори шпански језик            | 32       |
| 62  | Мушко становништво старо 3 године и више које говори аутохтони језик и не говори шпански         | 8        |
| 63  | Женско становништво старо 3 године и више које говори аутохтони језик и не говори шпански језик  | 24       |
| 64  | Становништво старо 3 године и више које говори аутохтони језик и шпански                         | 6803     |
| 65  | Мушко становништво старо 3 године и више које говори аутохтони језик и шпански                   | 2909     |
| 66  | Женско становништво старо 3 године и више које говори аутохтони језик и шпански                  | 3894     |
| 67  | Становништво од 5 година и више које говори аутохтони језик                                      | 8213     |
| 68  | Становништво од 5 година и више које говори аутохтони језик и не говори шпански језик            | 29       |
| 69  | Становништво од 5 година и више које говори аутохтони језик и говори шпански језик               | 6764     |
| 70  | Становништво у домородачким домаћинствима                                                        | 15802    |
| 71  | Становништво са ограничењима у активностима                                                      | 28572    |
| 72  | Становништво са ограниченим ходањем или кретањем, горе или доле                                  | 15553    |
| 73  | Становници са ограничењима вида, чак и уз кориштење сочива                                       | 8251     |
| 74  | Становништво са ограничењима говора, комуникације или конверзације                               | 1904     |
| 75  | Становништво са ограниченим слухом                                                               | 3261     |
| 76  | Становништво са ограничењима при одевању, купању или јелу                                        | 1638     |
| 77  | Становништво са ограничењима у опажању или учењу једноставних ствари                             | 1285     |
| 78  | Становништво са менталним ограничењима                                                           | 3422     |
| 79  | Становништво без ограничења активности                                                           | 565400   |
| 80  | Становништво од 3 до 5 година које не похађа школу                                               | 5409     |
| 81  | Мушко становништво од 3 до 5 година које не похађа школу                                         | 2763     |
| 82  | Женско становништво од 3 до 5 година које не похађа школу                                        | 2646     |
| 83  | Становништво од 6 до 11 година које не похађа школу                                              | 998      |
| 84  | Мушко становништво од 6 до 11 година које не похађа школу                                        | 541      |
| 85  | Женско становништво од 6 до 11 година које не похађа школу                                       | 457      |
| 86  | Становништво од 12 до 14 година које не похађа школу                                             | 864      |
| 87  | Мушко становништво од 12 до 14 година које не похађа школу                                       | 439      |
| 88  | Женско становништво од 12 до 14 година које не похађа школу                                      | 425      |
| 89  | Становништво од 15 до 17 година похађа школу                                                     | 22072    |
| 90  | Мушко становништво од 15 до 17 година похађа школу                                               | 11112    |
| 91  | Женско становништво између 15 и 17 година живота у школи                                         | 10960    |
| 92  | Становништво од 18 до 24 године похађа школу                                                     | 36164    |
| 93  | Мушко становништво од 18 до 24 године похађа школу                                               | 18337    |
| 94  | Женско становништво од 18 до 24 године похађа школу                                              | 17827    |
| 95  | Становништво од 8 до 14 година које не може да чита и пише                                       | 564      |
| 96  | Мушко становништво старосног доба од 8 до 14 година које не може да чита и пише                  | 287      |
| 97  | Женско становништво старосног доби од 8 до 14 година које не може да чита и пише                 | 277      |
| 98  | Становништво од 15 година и више које је неписмено                                               | 7434     |
| 99  | Мушко становништво од 15 година и више које је неписмено                                         | 2106     |
| 100 | Женско становништво од 15 година и више које је неписмено                                        | 5328     |
| 101 | Становништво старо 15 и више година без школовања                                                | 10498    |
| 102 | Мушко становништво старо 15 и више година без школовања                                          | 3388     |
| 103 | Женско становништво старо 15 и више година без школовања                                         | 7110     |
| 104 | Становништво старосног доба 15 и више година са непотпуним основним образовањем                  | 21066    |
| 105 | Мушко становништво старосног доба од 15 година и више са непотпуном основним образовањем         | 7801     |
| 106 | Женско становништво старосног доба 15 и више година са непотпуном основним образовањем           | 13265    |
| 107 | Становништво старо 15 и више година са комплетним основним образовањем                           | 43872    |
| 108 | Мушко становништво старо 15 година и више са комплетним основним образовањем                     | 17561    |
| 109 | Женско становништво старо 15 и више година са комплетним основним образовањем                    | 26311    |
| 110 | Становништво старосног доба 15 и више година са непотпуним средњим образовањем                   | 16118    |
| 111 | Мушко становништво старосног доба од 15 година и више са непотпуним средњим образовањем          | 8791     |
| 112 | Женско становништво старосног доба од 15 година и више са непотпуним средњим образовањем         | 7327     |
| 113 | Становништво старо 15 и више година са пуним секундарном образовањем                             | 77414    |
| 114 | Мушко становништво старосног доба од 15 година и више са пуним секундарном образовањем           | 36844    |
| 115 | Женско становништво старосног доба од 15 година и више са пуним секундарном образовањем          | 40570    |
| 116 | Становништво старије од 18 година са постосновним образовањем                                    | 296210   |
| 117 | Мушко становништво старије од 18 година са постосновним образовањем                              | 141421   |
| 118 | Женско становништво старије од 18 година са постосновним образовањем                             | 154789   |
| 119 | Просечна оцена школовања                                                                         | 11.66    |
| 120 | Просечан ниво образовања мушке популације                                                        | 12.01    |
| 121 | Просечан ниво образовања женског становништва                                                    | 11.35    |
| 122 | Економски активно становништво                                                                   | 286899   |
| 123 | Економски активна мушка популација                                                               | 162764   |
| 124 | Економски активна женска популација                                                              | 124135   |
| 125 | Становништво које није економски активно                                                         | 218745   |
| 126 | Мушко становништво које није економски активно                                                   | 71278    |
| 127 | Женско становништво које није економски активно                                                  | 147467   |
| 128 | Запослено становништво                                                                           | 271935   |
| 129 | Запослено мушко становништво                                                                     | 153127   |
| 130 | Запослено женско становништво                                                                    | 118808   |
| 131 | Незапослена популација                                                                           | 14964    |
| 132 | Незапослена мушка популација                                                                     | 9637     |
| 133 | Незапослена женска популација                                                                    | 5327     |
| 134 | Становништво без права на здравствене услуге                                                     | 184184   |
| 135 | Становништво које има право на здравствене услуге                                                | 411833   |
| 136 | Становништво које има право на ИМСС                                                              | 222636   |
| 137 | Становништво које има право на социјално осигурање                                               | 95750    |
| 138 | Становништво које има право на државно социјално осигурање                                       | 539      |
| 139 | Становништво које има право на опште осигурање или здравствено осигурање за нову генерацију      | 49361    |
| 140 | Становништво које је било једном или није било у браку током 12 година и више                    | 196958   |
| 141 | Венчано или уједињено становништво од 12 година и више                                           | 243593   |
| 142 | Становништво које је било у браку или уједињено 12 година и више                                 | 66083    |
| 143 | Становништво са католичком религијом                                                             | 499983   |
| 144 | Протестанти, еванђелисти и библијски следбеници различити од еванђелиста                         | 36842    |
| 145 | Становништво са другим религијама различитим од претходних                                       | 1953     |
| 146 | Становништво без религије                                                                        | 46079    |
| 147 | Укупно пописаних домаћинства                                                                     | 173741   |
| 148 | Пописна домаћинства на челу са мушкарцима                                                        | 117285   |
| 149 | Пописна домаћинства на челу са женама                                                            | 56456    |
| 150 | Становништво у пописним домаћинствима                                                            | 596847   |
| 151 | Становништво у пописним домаћинствима на челу са мушкарцима                                      | 430059   |
| 152 | Становништво у пописним домаћинствима на челу са женама                                          | 166788   |
| 153 | Укупно домаћинстава                                                                              | 195589   |
| 154 | Укупно насељених домаћинстава                                                                    | 180946   |
| 155 | Укупно приватних кућа                                                                            | 188384   |
| 156 | Насељени приватни домови                                                                         | 173741   |
| 157 | Укупно насељених приватних кућа                                                                  | 180862   |
| 158 | Ненасељене приватне куће                                                                         | 10571    |
| 159 | Појединачна домаћинства за привремену употребу                                                   | 4072     |
| 160 | Становници у насељеним приватним кућама                                                          | 596847   |
| 161 | Насељеност станара у приватним становима                                                         | 3.44     |
| 162 | Просечно становника по соби у приватним насељеним домаћинствима                                  | 0.76     |
| 163 | Појединачна домаћинства са подовима од различитих материјала од земље                            | 170067   |
| 164 | Појединачна домаћинства у приземљу                                                               | 1505     |
| 165 | Појединачна домаћинства са једном спаваћом собом                                                 | 45018    |
| 166 | Појединачна домаћинства са две спаваће собе и више                                               | 127914   |
| 167 | Појединачна домаћинства са једним собом                                                          | 8548     |
| 168 | Појединачна домаћинства са две собе                                                              | 15228    |
| 169 | Појединачна домаћинства са 3 собе и више                                                         | 148843   |
| 170 | Појединачна домаћинства која имају електрично светло                                             | 173159   |
| 171 | Појединачна домаћинства која немају електрично светло                                            | 47       |
| 172 | Појединачна домаћинства која имају водоводну воду у стамбеном простору                           | 171976   |
| 173 | Појединачна домаћинства која немају водоводну воду у стамбеном простору                          | 572      |
| 174 | Појединачна домаћинства која имају тоалет                                                        | 171512   |
| 175 | Појединачна домаћинства која имају канализацију                                                  | 172132   |
| 176 | Појединачна домаћинства која немају канализацију                                                 | 282      |
| 177 | Појединачна домаћинства која имају електрично светло, довод воде из јавне мреже и канализацију   | 171244   |
| 178 | Појединачна домаћинства без икаквих услова                                                       | 247      |
| 179 | Појединачна домаћинства која имају радио                                                         | 162288   |
| 180 | Појединачна домаћинства која имају телевизор                                                     | 170697   |
| 181 | Појединачна домаћинства која имају фрижидер                                                      | 163866   |
| 182 | Појединачна домаћинства која имају машину за веш                                                 | 144710   |
| 183 | Појединачна домаћинства која имају аутомобил или комби                                           | 100606   |
| 184 | Појединачна домаћинства која имају рачунар                                                       | 106537   |
| 185 | Појединачна домаћинства која имају фиксну телефонску линију                                      | 141149   |
| 186 | Појединачна домаћинства која имају мобилни телефон                                               | 140916   |
| 187 | Појединачна домаћинства која имају приступ интернету                                             | 90947    |